# Coleophora granifera
Coleophora granifera é uma espécie de mariposa do gênero Coleophora pertencente à família Coleophoridae.